# Albrecht z Dubé
Albrecht z Dubé (též Albert, † 1436) byl český šlechtic z panského rodu Škopků z Dubé. Stal se zemským komturem řádu německých rytířů a zasloužil se o rozvoj Chomutova.

## Rodina
Albrecht se narodil Beneši staršímu z Dubé, který sídlil na liběšické tvrzi. Měl nejméně dva bratry. Jindřich žil také na tvrzi v Liběšicích, ale zemřel dříve než jejich otec. Bratr Jan byl v letech 1387–1396 proboštem vyšehradské kapituly.

## Kariéra
V letech 1393–1402 se Albrecht stal poprvé zemským komturem řádu německých rytířů. Řád však pod jeho vedením špatně hospodařil, a proto byl z funkce odvolán do Pruska. Na přímluvu krále Zikmunda Lucemburského se mohl vrátit do Čech, kde roku 1403 zaujal místo komtura blatenské komendy, ze které vyjížděl na loupežné výpravy. Na jeho činnost si stěžoval míšeňský purkrabí Jindřich I. z Hartenštejna. Řád v té době neplatil daně ani králi, a proto Václav IV. roku 1404 blatenskou komendu zabavil. Albrecht se poté někdy před rokem 1406 stal komturem komendy v Býčkovicích. V letech 1415–1436 se stal podruhé zemským komturem.
Chomutovu roku 1396 povolil právo používání městské pečeti, volného obchodu se solí a stanovil dědické právo pro měšťany. O rok později měšťanům umožnil v případě nebezpečí vyhnat městský dobytek do lesů a hlídat jej tam.